# Banu Kinana
Els Banu Kinana (àrab: بنو كنانة, Banū Kināna) són una gran tribu àrab que viu actualment a l'Aràbia Saudita, l'Iraq, Jordània, Egipte, Iran, Palestina, Tunísia, Marroc i Sudan. Vivien originàriament a la Meca, a Tihama. La majoria d'ells, primerament, es van estendre durant els segles islàmics i es consideren una de les vuit tribus àrabs més grans. Estava dividida en quatre faccions principals i algunes altres de petites.
Fihri, l'avantpassat comú de la majoria quraixita, va formar la tribu Kinana quan van derrotar un exèrcit himiarita. Un atac de Bani Bakr Kinanah contra Juzaa Muhammad va permetre ocupar la Meca l'any 630. Alguns Banu Kinana van viure a l'Àndalus, entre els quals hi havia diversos savis musulmans i alguns generals.